# Collège de Maisonneuve
Pour les articles homonymes, voir Maisonneuve.
 (décembre 2020).
Le Collège de Maisonneuve est un collège d'enseignement général et professionnel situé à Montréal, dans l'arrondissement de Mercier–Hochelaga-Maisonneuve. L'édifice principal est situé sur la rue Sherbrooke Est près du stade olympique, dans l'est de la ville. Le Collège de Maisonneuve accueille plus de 7 000 étudiants chaque année.

## Historique
L'établissement a été fondé en 1929 sous le nom de Collège Sainte-Croix. Il a porté le nom d'Externat classique Sainte-Croix de 1934 à 1956.C'est en 1967 qu'il est devenu public et a changé de nom pour Collège de Maisonneuve. 
À la mi-juillet 1934, la construction du bâtiment qui accueillera l'aile A commence sur la rue Sherbrooke . En 1960, est construite l'aile B, qui abrite actuellement la bibliothèque et les escaliers mécaniques centraux. Suivra en 1968 le chantier du pavillon d'éducation physique (l'aile C) et en 1972 celui de l'aile D, lieu d'accueil du jardin intérieur, emblème de l'établissement. 
Le journal étudiant s'intitule Le Trait d'Union.  Il a publié son premier numéro en  décembre 1938, ce qui en fait le plus vieux journal étudiant francophone d’Amérique du Nord toujours publié.
Le 5 mai 1973 la Fédération des Organismes évolue et la Société générale des étudiantes et étudiants du Collège de Maisonneuve (SoGÉÉCoM) est fondée. C'est cette association qui représente encore les étudiant(e)s du Collège de Maisonneuve.
Les étudiants du Collège de Maisonneuve ont participé à de nombreux mouvement de grève, notamment contre la hausse des frais de scolarité à l'automne 1990, au mouvement du Printemps érable en 2012, à la lutte pour la rémunération des stages à l'automne 2018 et à l'hiver 2019 ainsi qu'à des manifestations dans le cadre de la mobilisation internationale autour de la crise environnementale en 2019.  
Le film Polytechnique, réalisé par Denis Villeneuve et sorti en 2009, comporte plusieurs scènes filmées au collège. 
Depuis 2011, le Collège peut aussi compter parmi ses clubs le Club entrepreneur étudiant du Collège de Maisonneuve, membre de l'Association des clubs d'entrepreneurs étudiants du Québec (ACEEQ).

## Le campus
L'édifice principal comporte un jardin intérieur dans lequel se trouve un pendule de Foucault (endommagé) reproduit en 1986 par les membres du Département de physique. Il compte également une salle de spectacle, la salle Sylvain-Lelièvre, d'une capacité de 480 places et qui permet d’accueillir des spectacles musicaux, des conférences, des congrès, des pièces de théâtre et les collations des grades. Le campus comprend un terrain de football.
Le Collège de Maisonneuve abrite l'Institut de chimie et de pétrochimie ainsi que trois centres collégiaux de transfert de technologie reconnus par le Ministère de l'Enseignement supérieur, soit le Centre d’études des procédés chimiques du Québec (CEPROCQ) et l'Institut de technologie des emballages et du génie alimentaire (ITEGA) et l'Institut de recherche sur l'intégration professionnelle des immigrants (IRIPI).  Ces centres offrent des services de recherche et développement de soutien technique et de formation aux entreprises. 
Le Collège héberge également quatre équipes d'improvisation théâtrale; les Gaulois, les Vikings, les Bretons et les Celtes.

## Enseignants notables
- Normand de Bellefeuille, écrivain et professeur de littérature et de communication;
- Robert Hébert, département de philosophie, auteur de plusieurs livres et d'une quarantaine d'articles;
- Sylvain Lelièvre, auteur-compositeur-interprète qui fut professeur de littérature et de chanson à partir de 1968 ;

## Étudiants notables
- Jacques Cossette-Trudel, felquiste ayant milité au travers d'organisations présentes dans le collège de 1967 à 1969;
- Louise Lanctôt, nouvelliste et scénariste et ancienne felquiste;
- Elsie Lefebvre, femme politique;
- Guy A. Lepage, humoriste, acteur, scénariste, animateur, réalisateur et producteur;
- Catherine Leroux, écrivaine et traductrice, récipiendaire du Prix littéraire France-Québec pour son roman Le Mur mitoyen (Alto) en 2014 et du Prix littéraire Adrienne-Choquette en 2016 pour son recueil Madame Victoria (Alto);
- André Ménard, cofondateur du Festival international de jazz de Montréal;
- Jean-Pierre Ménard, avocat québécois en droit de la santé;
- Jacques K. Primeau, producteur et gérant d’artistes;
- Louise Richer, directrice générale et fondatrice de l’Ecole nationale de l’humour;
- David Saint-Jacques, astronaute, astrophysicien, doctorat de l'Université de Cambridge (1998), ingénieur physique et médecin [8];
- Martine St-Clair, chanteuse et gagnante de la finale de Cégeps en spectacle;
- Éric Trottier, vice-président à l’information et éditeur-adjoint au journal La Presse.
- Pierre Trudel, professeur à la Faculté de droit de l'Université de Montréal.